# 贵州青冈
贵州青冈（学名：Cyclobalanopsis argyrotricha），为壳斗科青冈属下的一个植物种。